# Сынопалов, Анатолий Константинович
Анатолий Константинович Сынопалов (5 [17] ноября 1885, Ревель — не ранее 1950, СССР) — русский и советский философ, организатор высшей школы, профессор Немецкого педагогического института. Репрессирован, реабилитирован.

## Биография
Родился в семье чиновника. Учился в Гейдельбергском университете, в Дерптском университете, в 1909 году защитил докторскую диссертацию по аспектам философии Канта. В 1912—1917 годах — преподаватель Ревельского городского женского коммерческого училища, Ревельского городского реального училища. В 1918—1925 годах — аспирант, доцент, позднее исполняющий обязанности профессора, преподаватель факультета общественных наук Крымского государственного университета. Читал введение в философию, также преподавал немецкий язык. С 1921 года одновременно был помощником архивариуса Крымского архивного управления (Крымцентрархива). После реорганизации Крымского государственного университета с октября 1925 года — проректор по учебной работе Крымского государственного педагогического института им. М. В. Фрунзе. В 1928 году в результате развёрнутой компании по борьбе с «антисоветскими элементами здешней профессуры» по указанию партийных органов уволен из Крымского педагогического института.
Переехал в Москву. В 1928—1930 годах — профессор Немецкого педагогического института в Покровской Слободе (ныне Энгельс), один из организаторов Немпединститута. После увольнения из института в июле 1930 некоторое время работал преподавателем немецкого языка в институте аспирантуры при Сельскохозяйственной академии им. В. И. Ленина.
17 декабря 1930 был арестован. На момент ареста проживал в Москве (ул. Новой Божедомка, д. 4, кв. 4) с женой и дочерью. 1 февраля 1932 приговорён ОСО при коллегии ОГПУ к 3 годам ИТЛ по обвинению в антисоветской националистической деятельности и антисоветской агитации. Освобождён досрочно из-за туберкулеза.
Реабилитирован постановлением Президиума Саратовского областного суда от 21 сентября 1964. Дата и место смерти не известны.
Сынопалову посвящено стихотворение поэтессы Аделаиды Герцык «Шутка», написанное в 1925 году.
За горами, за долами,
В некоем спасенном граде
Приютился дом в прохладе
Под лапчатыми листами.
Много в нем людей живало,
Но красой его и славой
Был ученый ворон Галя
И философ Сынопалов.
Ворон был известный критик,
Хоть угрюмо-молчаливый,
Неустанный аналитик,
Все исследовал ревниво.
К болтунам был беспощаден.
Ницше гнал неутомимо,
Каждый раз шагая мимо,
Он щипал его изрядно.
А философ Сынопалов
Всех топил в потоках речи…
Грохотала, услаждала
Всех, попавшихся навстречу…

## Научная деятельнось
В 1950 перевёл с французского языка философскую работу Рене Декарта (1596—1650) «Страсти души».
- Декарт Р. Страсти души. Пер. с фр. А. К. Сынопалов / Сочинения в 2-х тт. М.: Мысль. Т. 1, 1989.

Сочинения:
- Сынопалов А. К. Возникновение и организация Крымского педагогического института // Известия Крымского пединститута им. М. В. Фрунзе. 1927, кн. 1, с. 1-11.